# Eunidia boafoi
Eunidia boafoi es una especie de escarabajo longicornio del género Eunidia, categorizada en la tribu Eunidiini, de la subfamilia Lamiinae. Fue descrita por Breuning en 1978.
Fue nombrada boafoi en honor a E. O. Boafo.

## Distribución
Se distribuye por Ghana.